# 3111 Misuzu
3111 Misuzu је астероид главног астероидног појаса са средњом удаљеношћу од Сунца која износи 2,224 астрономских јединица (АЈ).
Апсолутна магнитуда астероида је 13,9.